# シュペラ・ロゲリ
- シュペラ・ロゲイユ

シュペラ・ロゲリ（Špela Rogelj, 1994年11月8日 - ）は、スロベニア・リュブリャナ出身の元スキージャンプ選手である。

## 経歴
2008年1月23日、イタリア・ドッビアーコで行われたスキージャンプ・コンチネンタルカップ(HS 74)に13歳で出場（24位）。
2009年ノルディックスキー世界選手権に出場し30位、2011年ノルディックスキージュニア世界選手権オテパー大会では銀メダルを獲得した。
2014年ソチオリンピック代表に選ばれ、26位、このシーズンのワールドカップ総合は20位だった。
2014/15シーズンの開幕戦リレハンメル大会で、ダニエラ・イラシュコ＝シュトルツ、高梨沙羅らを押さえてワールドカップ初優勝（女子スロベニア選手としても初優勝）を飾った。
2018年平昌オリンピックでは個人ノーマルヒルで22位であった。
2021年の世界選手権オーベルストドルフ大会では、女子団体2位のメンバーとなった。
2022年の北京オリンピックでは個人ノーマルヒルで9位であった。この年の3月のワールドカップ最終戦をもって現役を引退した。

## 主な競技成績

### 冬季オリンピック
- 2014年ソチ大会（ ロシア）
  - 個人HS106 - 26位
- 2018年平昌大会（ 韓国）
  - 個人HS109 - 22位
- 2022年北京大会（ 中国）
  - 個人HS106 - 9位

### ノルディックスキー世界選手権
- 2009年リベレツ大会（ チェコ）
  - 個人HS106 - 30位
- 2011年オスロ大会（ ノルウェー）
  - 個人HS106 - 21位
- 2013年ヴァル・ディ・フィエンメ大会（ イタリア）
  - 個人HS106 - 13位
  - 男女混合団体HS106 - 8位
- 2015年ファルン大会（ スウェーデン）
  - 個人HS100 - 10位
  - 男女混合団体HS100 - 5位
- 2017年ラハティ大会（ フィンランド）
  - 個人HS100 - 22位
- 2019年ゼーフェルト大会（ オーストリア）
  - 個人HS109 - 22位
  - 女子団体HS109 - 4位
- 2021年オーベルストドルフ大会（ ドイツ）
  - 女子団体HS106 - 2位

### FISスキージャンプ・ワールドカップ
- ワールドカップ通算1勝(3位 1回)※2015年1月12日時点
- 初出場: 2011年12月3日  ノルウェー・リレハンメル大会 - 10位
- 初勝利: 2014年12月5日  ノルウェー・リレハンメル大会

#### 総合成績
| 個人総合成績 | 個人総合成績 | 個人総合成績 | 個人総合成績 | 個人総合成績 | 個人総合成績 |
| シーズン     | 総合         | 優勝         | 準優勝       | 3位          | 備考         |
| ------------ | ------------ | ------------ | ------------ | ------------ | ------------ |
| 2011/12      | 17位         | 0回          | 0回          | 0回          |              |
| 2012/13      | 11位         | 0回          | 0回          | 0回          |              |
| 2013/14      | 20位         | 0回          | 0回          | 0回          |              |
| 2014/15      | 4位          | 1回          | 0回          | 3回          |              |
| 2015/16      | 10位         | 0回          | 0回          | 1回          |              |
| 2016/17      | 17位         | 0回          | 0回          | 0回          |              |
| 2017/18      | 19位         | 0回          | 0回          | 0回          |              |
| 2018/19      | 21位         | 0回          | 0回          | 0回          |              |
| 2019/20      | 22位         | 0回          | 0回          | 0回          |              |
| 2020/21      | 19位         | 0回          | 0回          | 0回          |              |
| 2021/22      | 12位         | 0回          | 0回          | 0回          |              |
| 合計         | ---          | 1回          | 0回          | 4回          |              |

#### 表彰台
| 個人表彰台 | 個人表彰台 | 個人表彰台       | 個人表彰台 | 個人表彰台 | 個人表彰台 |
| シーズン   | 開催日     | 開催地           | ヒルサイズ | 成績       | 備考       |
| ---------- | ---------- | ---------------- | ---------- | ---------- | ---------- |
| 2014/15    | 12月5日    | リレハンメル     | 100        | 優勝(1)    |            |
| 2014/15    | 1月11日    | 札幌             | 100        | 3位        |            |
| 2014/15    | 1月18日    | 蔵王             | 100        | 3位        |            |
| 2014/15    | 2月1日     | ヒンツェンバッハ | 94         | 3位        |            |
| 2015/16    | 2月13日    | リュブノ         | 95         | 3位        |            |

### その他の国際大会
- ノルディックスキージュニア世界選手権 - ジュニア世界選手権メダリスト一覧も参照。
  - 2009年 スロバキア・シトゥルブスケー・プレソ大会 - 個人HS100 30位
  - 2010年 ドイツ・ヒンターツァルテン大会 - 個人HS106 16位
  - 2011年 エストニア・オテパー大会 - 個人HS100 2位
  - 2012年 トルコ・エルズルム大会 - 個人HS109 5位、団体HS109 3位
  - 2013年 チェコ・リベレツ大会 - 個人HS100 7位、団体HS100 優勝
  - 2014年 イタリア・ヴァル・ディ・フィエンメ大会 - 個人HS106 8位、団体HS106 2位